# Zapsalis
Zapsalis é um gênero extinto representado por uma única espécie de dinossauro celurosauriano possivelmente dromeossaurídeo que viveu durante o período Cretáceo, há cerca de 75 milhões de anos, no Campaniano. Conhecida apenas por um dente encontrado na Formação Judith River, Montana, Estados Unidos; é muitas vezes considerado duvidoso devido à natureza fragmentária dos fósseis, que incluem os dentes, mas não outros vestígios.
A espécie-tipo é Zapsalis abradens, da Formação Judith River do Campaniano. Dentes adicionais atribuídos a Z. abradens foram encontrados na Formação Dinosaur Park, que também remonta a 75 milhões de anos. Embora tenha havido dentes semelhantes aos do Zapsalis encontrados em outras formações que datam de vários períodos e tem sido atribuídos a este gênero, provavelmente pertencem a novos gêneros e espécies.